# Miss Monique
Olesia Arkusha (Kijev, 1992. május 6. –), művésznevén Miss Monique ukrán progresszív house- és melodic techno lemezlovas, zenei producer. A 2020-as évekre vált világszerte népszerűvé, részben YouTube csatornáin ("Mind Games", "MiMo Weekly") rendszeresen közvetített mixeinek köszönhetően, részben saját szerzeményei által. Mostanra a világ legnépszerűbb progresszív lemezvasai között tartják számon. Alkotásai a Black Hole Recordings és Bonzai Progressive lemezkiadóknál is megjelentek. Pályafutása kezdete óta legalább 40 országban (köztük Magyarországon) is fellépett már. Védjegye zöldre festett, középrövid hajstílusa.

## Diszkográfia

### EP-k
- 2020: Raindrop
- 2021: Land Of Sunshine